# DigiCube
DigiCube Co., Ltd. (株式会社デジキューブ; Kabushiki-gaisha Dejikyūbu) fue una compañía Japonesa fundada como una subsidiaria del desarrollador de Videojuegos Square, el 6 de febrero de 1996 con sede Tokio, Japón. El objetivo principal de esta compañía era mercadear y distribuir productos de Square, principalmente videojuegos y mercancía relacionada como juguetes, libros y discos compactos. DigiCube sirvió como Mayorista a distribuidores, y adquirió notoriedad por ser la pionera en vender videojuegos en tiendas de conveniencia y en quioscos de máquinas expendedoras.
En su mejor momento, en 1998, DigiCube registró ventas de 8.6 millones de unidades, equivalente a ¥46.8 billones JPY. En los años siguientes las ventas cayeron precipitosamente. Aunque la propiedad de Digicube paso a Square Enix, producto de la fusión entre Square y Enix, su antigua rival a principios del 2003, Digicube ya tenía una deuda de aproximadamente 9.5 billones de yen. Después de anunciarse que la salida del aquel entonces muy esperado Final Fantasy XII  sería retrasada un tiempo hasta  2004 (finalmente lanzado en 2006), DigiCube se declaró en bancarrota en la corte del distrito de Tokio el 26 de noviembre del 2003.

## Lanzamientos musicales
Empezando con Tobal No. 1 Original Sound Track en 1996, DigiCube distribuyó bandas sonoras de videojuegos de Square y Square Enix, así como videojuegos de otras compañías y algunos álbumes no relacionados con videojuegos. Su último lanzamiento fue Piano Collections: Final Fantasy VII en 2003. Los planes del lanzamiento de Front Mission 4 Plus 1st Original Soundtrack  fueron cancelados seguido por de la desaparición de Digicube, aunque s demise, although it andla mayor parte del catálogo de Digicube fue reimpreso por Square Enix.

## Perfect Works
Perfect Works  es una serie de libros de videojuegos disribuidos por DigiCube. Solo se distribuyeron 4: EL primero, de Xenogears e impreso en octubre de 1998 en Japón. El segundo, de SaGa Frontier 2 y el tercero de Front Mission 3 fueron lanzados en 1999.  EL último libro publicado, relativo a The Bouncer y fue lanzado en 2001.
Estos libros contenían ilustraciones artísticas, cronologías y descripciones detalladas de los juegos mencionados.  El Xenogears Perfect Works contiene información detallada del mundo donde el juego se desarrolla, dando descripciones proundas de los personajes criaturara ambientación historic y geográfica de Xenogears.

## Ultimania
Ultimania (アルティマニア Arutimania?) es una serie de guías para videojuegos originalmente distribuidas en Japón por DigiCube. Aunque la guía es conocida por ser un recurso para la serie de Final Fantasy, también se han publicado guías Ultimania  para otros juegos de Square Enix tales como SaGa, Legend of Mana, Chrono Cross, Vagrant Story y Kingdom Hearts. Además de proveer información sobre como completar los juegos,  la guías tienen comentarios del personal que realizó los juegos, ilustraciones artísticas e información adicional sobre los personajes y la trama del juego. Después del cierre de DigiCube, la compañía Studio BentStuff,  continuo con las publicaciones de Ultimania para Square Enix.